# Alexander Herr
Pour les articles homonymes, voir Herr.
Alexander Herr, né le 4 octobre 1978 à Furtwangen, est un sauteur à ski allemand.

## Biographie
Il est entraîné par son père Hans-Paul Herr.
En 1993, alors âgé de seulement quatorze ans, il prend part aux Championnats du monde junior, y remportant deux médailles de bronze en individuel et par équipes.
Il fait ses débuts en Coupe du monde en 1994 à Planica, pour marquer ses premiers points directement (26e). À l'été 1994, il montre son potentiel en se classant huitième du Grand Prix.
Après avoir dominé le classement général de la Coupe continentale en 1998, il signe son premier top dix dans la Coupe du monde en 1999 à Engelberg (9e) et obtient son premier podium individuel en 2004 à Kuopio (3e), peu après un premier podium par équipes à Willingen.
Lors de la saison suivante, il obtient son deuxième podium en réussissant son meilleur classement en concours avec une deuxième place à Ruka et devient gagnant à la compétition par équipes de Willingen. Sa saison est interrompue par une blessure au genou.
Il est devenu champion du monde par équipes au grand tremplin en 2001 à Lahti, où il remporte aussi la médaille de bronze par équipes au petit tremplin. Il obtient aussi son meilleur résultat individuel au grand tremplin avec une septième place.
Herr gagne son ultime récompense internationale aux Championnats du monde de vol à ski 2006 à Tauplitz, où il est médaillé de bronze par équipes.
En 2006, il décide de prendre sa retraite sportive en raison du dégoût que représente la sélection de Martin Schmitt aux Jeux olympiques de 2006, sélection qui a été imposé par le sponsor Milka. Il est 21e sur la compétition en petit tremplin. Après avoir essayé d'acquérir les nationalités suédoise et polonaise sans succès, il décide de prendre sa retraite à 28 ans.

## Palmarès

### Jeux olympiques
| Épreuve / Édition | Turin 2006 |
| Petit tremplin    | 21e        |

### Championnats du monde
| Épreuve / Édition | Épreuve / Édition | Lahti 2001 |
| Petit tremplin    | Petit tremplin    | 16e        |
| Grand tremplin    | Grand tremplin    | 7e         |
| Par équipes       | PT                | Bronze     |
| Par équipes       | GT                | Or         |

PT : petit tremplin, GT : grand tremplin 

### Championnats du monde de vol à ski
| Épreuve / Édition | Kulm 2006 |
| Individuel        | 21e       |
| Par équipes       | Bronze    |

### Coupe du monde
- Meilleur classement général : 24e en 2005.
- 2 podiums individuels : 1 deuxième place et 1 troisième place.
- 2 podiums par équipes : 1 victoire et 1 troisième place.

#### Classements généraux
| Compet'/Année | Compet'/Année | Classement général | Classement général |
| ------------- | ------------- | ------------------ | ------------------ |
| Compet'/Année | Compet'/Année | Class.             | Points             |
| 1995          | 1995          | 82e                | 9                  |
| 1996          | 1996          | 75e                | 13                 |
| 1998          | 1998          | 64e                | 27                 |
| 1999          | 1999          | 37e                | 141                |
| 2000          | 2000          | 35e                | 109                |
| 2001          | 2001          | 40e                | 94                 |
| 2002          | 2002          | 33e                | 129                |
| 2003          | 2003          | 57e                | 25                 |
| 2004          | 2004          | 26e                | 241                |
| 2005          | 2005          | 24e                | 233                |
| 2006          | 2006          | 28e                | 158                |

### Championnats du monde junior
- Médaille d'or par équipes en 1995 à Gällivare.
- Médaille d'or par équipes en 1996 à Asiago.
- Médaille de bronze en individuel en 1993 à Harrachov.
- Médaille de bronze par équipes en 1993.

### Coupe continentale
- Vainqueur du classement général en 1998.

### Grand Prix
- 1 podium individuel.
- 1 victoire par équipes.